# Hejnał Choszczna

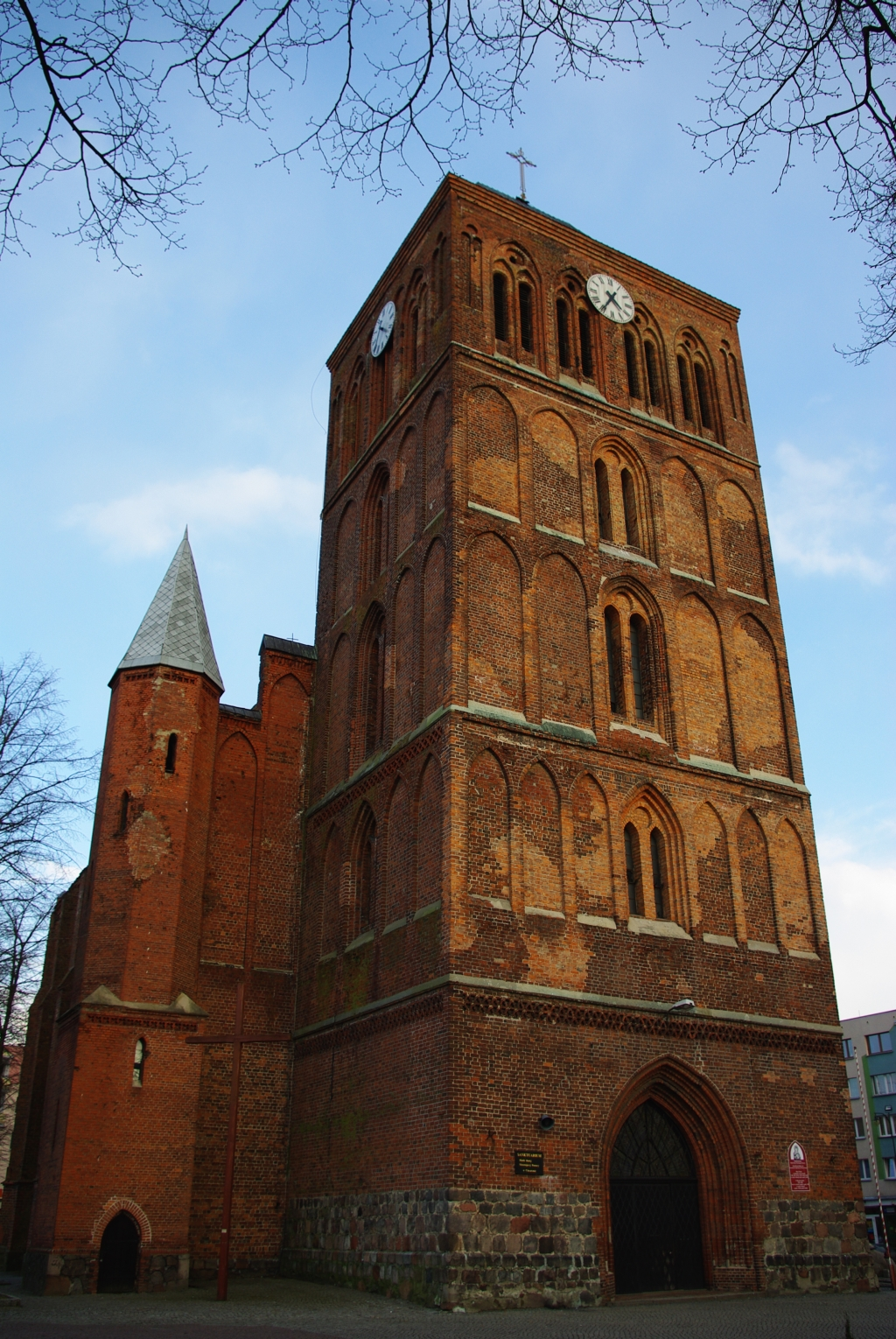
Kościół Narodzenia NMP w Choszcznie - miejsce odgrywania hejnału miejskiego

W Choszcznie już w 1700 roku grywano z wieży kościelnej hejnał miejski. Do tej tradycji – hejnału miejskiego, powróciło niedawno miasto po prawie 300 latach. Dzisiaj można wysłuchać hejnału o godzinie 12.00 z wieży kościoła Narodzenia Najświętszej Maryi Panny przy. ul. Rynek 1.